# Circuit llaç Costas

El bucle de Costas funciona en estat bloquejat.

Un llaç Costas és un circuit basat en bucle bloquejat en fase (PLL) que s'utilitza per a la recuperació de la freqüència portadora de senyals de modulació de portadora suprimida (per exemple, senyals de portadora suprimides de banda lateral doble) i senyals de modulació de fase (per exemple BPSK, QPSK). Va ser inventat per John P. Costas a General Electric a la dècada de 1950. La seva invenció es va descriure com haver tingut "un efecte profund en les comunicacions digitals modernes". L'aplicació principal dels bucles Costas és en receptors sense fil. El seu avantatge respecte a altres detectors basats en PLL és que a petites desviacions és la tensió d'error de bucle de Costas {\displaystyle \sin(2(\theta _{i}-\theta _{f}))} en comparació amb {\displaystyle \sin(\theta _{i}-\theta _{f})}. Això es tradueix en duplicar la sensibilitat i també fa que el bucle Costas sigui adequat per al seguiment de portadors desplaçats per Doppler, especialment en receptors OFDM i GPS.

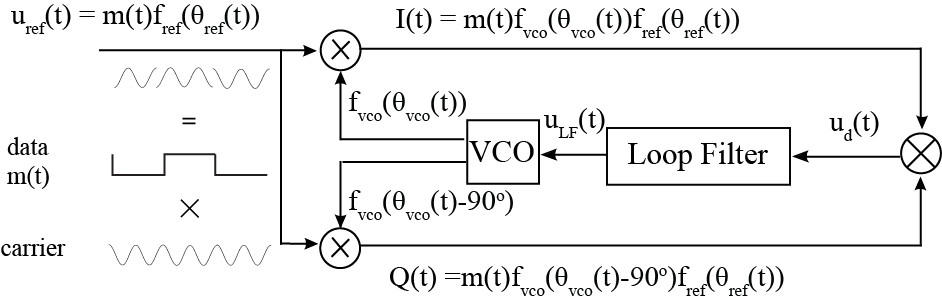
Model de domini temporal del bucle BPSK Costas.

## Implementació clàssica
En la implementació clàssica d'un bucle de Costas, un oscil·lador local controlat per voltatge (VCO) proporciona sortides en quadratura, una a cadascun dels detectors de dues fases, per exemple, detectors de producte. La mateixa fase del senyal d'entrada també s'aplica als dos detectors de fase i la sortida de cada detector de fase es fa passar per un filtre de pas baix. Les sortides d'aquests filtres de pas baix són entrades a un altre detector de fase, la sortida del qual passa a través d'un filtre de reducció de soroll abans d'utilitzar-se per controlar l'oscil·lador controlat per tensió. La resposta global del bucle està controlada pels dos filtres de pas baix individuals que precedeixen el detector de tercera fase, mentre que el tercer filtre de pas baix té un paper trivial en termes de guany i marge de fase.
La figura anterior d'un bucle de Costas es dibuixa sota l'estat "bloquejat", on la freqüència de VCO i la freqüència de la portadora d'entrada s'han convertit en les mateixes a causa del procés de bucle de Costas. La figura no representa l'estat "desbloquejat".

## Models matemàtics

### En el domini del temps
En el cas més senzill {\displaystyle m^{2}(t)=1}. Per tant, {\displaystyle m^{2}(t)=1} no afecta l'entrada del filtre de reducció de soroll. Els senyals de la portadora i de l'oscil·lador controlat per voltatge (VCO) són oscil·lacions periòdiques {\displaystyle f_{ref,vco}(\theta _{ref,vco}(t))} amb altes freqüències {\displaystyle {\dot {\theta }}_{ref,vco}(t)}. El bloc {\displaystyle \bigotimes } és un multiplicador analògic.
Un filtre lineal es pot descriure matemàticament mitjançant un sistema d'equacions diferencials lineals:
{\displaystyle {\begin{array}{ll}{\dot {x}}=Ax+bu_{d}(t),&u_{LF}=c^{*}x.\end{array}}}
on {\displaystyle A} és una matriu constant, {\displaystyle x(t)} és un vector d'estat del filtre, {\displaystyle b} i {\displaystyle c} són vectors constants.
Normalment s'assumeix que el model d'un VCO és lineal:
{\displaystyle {\begin{array}{ll}{\dot {\theta }}_{vco}(t)=\omega _{vco}^{free}+K_{vco}u_{LF}(t),&t\in [0,T],\end{array}}}
on {\displaystyle \omega _{vco}^{free}} és la freqüència de funcionament lliure del VCO i {\displaystyle K_{vco}} és el factor de guany VCO. De la mateixa manera, és possible considerar diversos models no lineals de VCO.
Suposem que la freqüència del generador mestre és constant {\displaystyle {\dot {\theta }}_{ref}(t)\equiv \omega _{ref}.} Equació de VCO i equació de rendiment del filtre
{\displaystyle {\begin{array}{ll}{\dot {x}}=Ax+bf_{ref}(\theta _{ref}(t))f_{vco}(\theta _{vco}(t)),&{\dot {\theta }}_{vco}=\omega _{vco}^{free}+K_{vco}c^{*}x.\end{array}}}
El sistema és no autònom i bastant complicat per a la investigació.

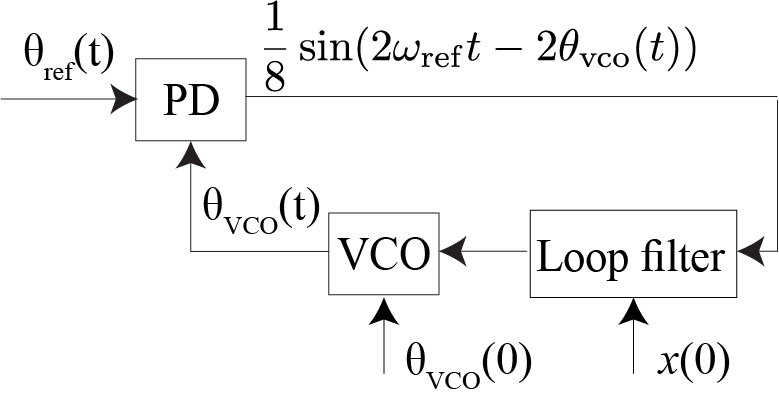
Model de domini fase-freqüència equivalent del bucle de Costas.

### En el domini fase-freqüència
En el cas més senzill, quan
{\displaystyle {\begin{aligned}f_{ref}{\big (}\theta _{ref}(t){\big )}=\cos {\big (}\omega _{ref}t{\big )},\ f_{vco}{\big (}\theta _{vco}(t){\big )}&=\sin {\big (}\theta _{vco}(t){\big )}\\f_{ref}{\big (}\theta _{ref}(t){\big )}^{2}f_{vco}\left(\theta _{vco}(t)\right)f_{vco}\left(\theta _{vco}(t)-{\frac {\pi }{2}}\right)&=-{\frac {1}{8}}{\Big (}2\sin(2\theta _{vco}(t))+\sin(2\theta _{vco}(t)-2\omega _{ref}t)+\sin(2\theta _{vco}(t)+2\omega _{ref}t){\Big )}\end{aligned}}}
El supòsit d'enginyeria estàndard és que el filtre elimina la freqüència de banda lateral superior de l'entrada, però deixa la banda lateral inferior sense canvis. Per tant, s'assumeix que l'entrada VCO és {\displaystyle \varphi (\theta _{ref}(t)-\theta _{vco}(t))={\frac {1}{8}}\sin(2\omega _{ref}t-2\theta _{vco}(t)).} Això fa que un bucle Costas sigui equivalent a un bucle bloquejat en fase amb característica detector de fase {\displaystyle \varphi (\theta )} corresponent a les formes d'ona concretes {\displaystyle f_{ref}(\theta )} i {\displaystyle f_{vco}(\theta )} dels senyals d'entrada i VCO. Es pot demostrar que les sortides del filtre en els dominis de temps i freqüència de fase són gairebé iguals.